# Bucovinosoma capusei
Bucovinosoma capusei är en mångfotingart som beskrevs av Ionel Grigore Tabacaru 1978. Bucovinosoma capusei ingår i släktet Bucovinosoma och familjen Mastigophorophyllidae. Inga underarter finns listade i Catalogue of Life.